# Von Röök
von Röök är en svensk adlig ätt med ursprung i Borgå i Finland. Enligt den egna traditionen så spårar von Röök sin familjs ursprung till England där de hette "Rooke". De första Rooke var legoknektar, rekryterad av den skotske generalen Alexander Leslie och förda till Sverige under Gustav II Adolfs regeringstid. Ätten naturaliserades 10 mars 1773 och blev introducerad 1776 som ätt nr 2096.  
Den första medlemmen i källorna är Anders Röök, borgmästare i Borgå, och hans hustru Sofia som var av franskt härsprung.

## Personer ur ätterna (urval)
- Jakob Andersson Röök, krigskommissarie, krigsråd, gift med Elisabet Cederholm (1680-1754) med vilken han hade tolv barn,  död 23 april 1732 i Stockholm.
- Carl Fredrik von Röök, född 11 maj 1725 i Stockholm, död 2 april 1793 i Gårdeby. Militär i både svensk och utländsk tjänst, var befälhavare av Peenemünde skans som kapitulerade 1759, Gift med Elisabet Märta Låsbom (1749–1804).
- Lars Jakob von Röök (1778-1867). Militär, hovjunkare, konstnär, ledamot av konstakademin. Ogift.[4]
- Gustaf von Röök (1773-1852). Häradshövding, adjungerad ledamot i Göta hovrätt, gift med Ulrika Thalena Boij (1784-1878).
- Lars Adolf Fredrik Gustaf von Röök von Bloch (1807-1884) Militär, kammarherre, innehavare av Broxviks fideikommissegendom.
- Frans Oscar von Röök (1811-1889), militär, deltog i Slesvig-holsteinska kriget 1848–1850 som löjtnant vid 12. lätta bataljonen, gift med Christina Sofia Rundqvist (1823-1905) (inga barn), var sista medlemmen av släkten på svärdssidan.[5][5]